# Levy Fidelix
José Levy Fidelix da Cruz (Mutum, 27 de dezembro de 1951 – São Paulo, 23 de abril de 2021) foi um político, empresário, jornalista e publicitário brasileiro, fundador do Partido Renovador Trabalhista Brasileiro (PRTB). Fidelix reclamava a autoria de diversos projetos, entre eles o aerotrem, um projeto de trem-bala entre Campinas, São Paulo e Rio de Janeiro.
Nas eleições estaduais de 2018, concorreu ao cargo de deputado federal pelo estado de São Paulo, mas não foi eleito. Foi pré-candidato à Presidência do Brasil no mesmo ano, mas desistiu ao fechar um acordo em que o general Hamilton Mourão, do seu partido, se tornou candidato à vice-presidente na chapa encabeçada por Jair Bolsonaro, formando a coligação PSL-PRTB para as eleições presidenciais. Em 23 de abril de 2021, aos 69 anos, morreu em decorrência de complicações relacionadas à COVID-19.

## Biografia
Filho de um comerciante da área de transporte no município de Mutum, Minas Gerais, Jarbas Fidelix, e da educadora Lecy Araújo, Levy Fidelix foi ainda jovem para a cidade do Rio de Janeiro, que na época ainda era a Capital Federal, onde cursou Comunicação Social, na Universidade Federal Fluminense (UFF). Mesmo não tendo completado nenhuma das graduações, acabou se tornando jornalista e publicitário.
Aos 24 anos de idade, fundou a Staff Publicidade, tendo também sido diretor de criação nas agências de publicidade Art&Som e Vogue Publicidade, trabalhou nos jornais Correio da Manhã e Última Hora, onde foi redator da Coluna Contato, sendo revisor no Diário Oficial da União.
Na área governamental, Levy Fidelix atuou como assessor de comunicação, elaborando o primeiro boletim nacional de agricultura, com o nome de Agricultura Urgente, onde lançou a primeira Campanha Ecológica nacional do Brasil a convite do Governo Federal, recebendo medalha presidencial. Foi um dos fundadores da revista empresarial Governo e Empresa e também da revista política O Poder. Por volta do ano de 1976 foi trabalhar como chefe de comunicação da Estanave – Estaleiros da Amazônia, empresa vinculada a Petrobras.[carece de fontes?]
Em 1982, fundou a revista Interface, que foi a primeira revista especializada em informática do Brasil. Em 1983, transferiu-se para São Paulo, onde durante dois anos foi o âncora do programa televisivo TV Informátika na Rede Bandeirantes e no SBT (entre 1984 e 1985), apresentando o primeiro programa nacional de informática, onde entrevistava especialistas da área e políticos, discutindo os impactos e necessidades que o desenvolvimento da informática traria para o país nos próximos anos.

### Carreira politica
Em 1984, atendendo ao convite de Álvaro Valle, foi um dos fundadores do PL, disputando sua primeira eleição como candidato à Deputado Estadual por São Paulo, em 1986, recebendo apenas 735 votos. Transferiu-se depois para o PTR, onde disputou sua segunda eleição, agora como candidato a Deputado Federal. Recebeu novamente uma votação irrisória: 541 no total.[carece de fontes?]
Nos anos de 1989 e 1990, foi um dos assessores de comunicação da campanha à Presidência da República de Fernando Collor de Mello. Finalmente em 1992, fundou o PTRB, que antecedeu o atual PRTB, constituído em 1994, onde pela primeira vez tentou disputar uma eleição majoritária para Presidência da República, sem contudo poder registrar-se, devido à legislação eleitoral da época. Em 1996 candidatou-se para prefeito da cidade de São Paulo, obtendo 3 608 votos (0,068% do total). Em 1998 disputou o cargo de Governador do Estado de São Paulo, conquistando 14.406 sufrágios. Em 2000, postulou a Vice-Prefeitura da capital de SP, na chapa do ex-presidente Collor, que foi anulada na reta final da campanha. Em 2002 foi candidato ao governo do estado de São Paulo, recebendo 8 654 votos, e em 2004 concorreu para Vereador na Capital e em 2006 para Deputado Federal pelo Estado de São Paulo. Em ambas, obteve 3 382 e 5 518 sufrágios, respectivamente.[carece de fontes?]
Em 2008 foi candidato a prefeito de São Paulo e recebeu 5 518 votos (0,09% dos votos válidos) no primeiro turno e decidiu apoiar a candidata Marta Suplicy (PT). Em 2010, foi candidato a presidente da república pela primeira vez pelo PRTB. Porém, ficou em 7º lugar entre os 9 candidatos e recebeu 57 960 votos (0,06%). No segundo turno, Fidélix apoiou Dilma Rousseff. Em 2011 anunciou a sua candidatura para prefeito de São Paulo em 2012. Na sua 12ª candidatura a um cargo público escolheu o retorno do "janismo" como mote de sua campanha.
Nas eleições de 2014, Levy Fidélix novamente foi candidato à presidência e se apresentou como um candidato de direita com discurso conservador. Apesar de nunca ter sido eleito aos cargos que disputou (deputado, vereador, prefeito, governador e presidente), no primeiro turno das eleições Fidelix recebeu o voto de 446 878 pessoas em todo o Brasil, o que representa 0,43% do eleitorado brasileiro. O fundador do PRTB ficou em 7º lugar entre 11 candidatos, mas alcançou o melhor desempenho em uma eleição ao longo de sua carreira. No segundo turno, Fidélix apoiou Aécio Neves.
Nas eleições estaduais de 2018, apoiando Jair Bolsonaro para a Presidência da República, concorreu ao cargo de deputado federal pelo estado de São Paulo, obtendo 32 113 votos (0,15%), mas não conseguiu ser eleito. Esta foi a oitava eleição em que sofreu derrota. Ele chegou a ser pré-candidato à Presidência no mesmo ano, mas desistiu ao fechar um acordo: o general Hamilton Mourão, do seu partido, se tornou candidato à vice-presidente na chapa encabeçada por Bolsonaro, formando a coligação PSL-PRTB.

### Aerotrem ejingle
Em todas as ocasiões em que Levy Fidelix aparecia no horário eleitoral gratuito, propôs-se a falar de seu projeto do aerotrem. No passado, a campanha consistia em mostrar um filme do meio de transporte com a mesma música de fundo, sempre:
Vem, vem, vem
Vem que tem,
Levy Fidelix,
É o homem do Aerotrem.

### Desempenho eleitoral
| Ano  | Eleição                | Cargo            | Votos           | Posição | Resultado  |
| ---- | ---------------------- | ---------------- | --------------- | ------- | ---------- |
| 1996 | Municipal de São Paulo | Prefeito         | 3 608 (0,06%)   | 10º/12º | Não eleito |
| 1998 | Estadual de São Paulo  | Governador       | 14 406 (0,08%)  | 10º/10º | Não eleito |
| 2000 | Municipal de São Paulo | Vice-prefeito    | 0               | 0       | Não eleito |
| 2002 | Estadual de São Paulo  | Governador       | 8 654 (0,04%)   | 12º/15º | Não eleito |
| 2004 | Municipal de São Paulo | Vereador         | 3 382 (0,06%)   | —       | Não eleito |
| 2006 | Estadual de São Paulo  | Deputado Federal | 6 149 (0,03%)   | —       | Não eleito |
| 2008 | Municipal de São Paulo | Prefeito         | 5 518 (0,09%)   | 8º/11º  | Não eleito |
| 2010 | Presidencial do Brasil | Presidente       | 57 960 (0,06%)  | 7º/9º   | Não eleito |
| 2012 | Municipal de São Paulo | Prefeito         | 19 800 (0,32%)  | 8º/12º  | Não eleito |
| 2014 | Presidencial do Brasil | Presidente       | 446 878 (0,43%) | 7º/11°  | Não eleito |
| 2016 | Municipal de São Paulo | Prefeito         | 21 705 (0,37%)  | 8º/11º  | Não eleito |
| 2018 | Estadual de São Paulo  | Deputado Federal | 32 113 (0,15%)  | —       | Não eleito |
| 2020 | Municipal de São Paulo | Prefeito         | 11 960 (0,22%)  | 11º/13º | Não eleito |

## Morte
Levy faleceu aos 69 anos em 23 de abril de 2021, devido às complicações da COVID-19, após quase um mês internado em um hospital particular de São Paulo. Sua morte foi confirmada pelo seu perfil oficial no Twitter.

## Críticas e controvérsias

### Declarações sobre homossexuais
No debate eleitoral promovido pela Rede Record no dia 29 de setembro entre os presidenciáveis de 2014, ao ser questionado pela candidata Luciana Genro (PSOL) sobre por que a "defesa da família" não inclui aquelas formadas por pessoas do mesmo sexo, Levy Fidelix proferiu uma fala direcionada contra os homossexuais e que foi classificada por diversas entidades, entre elas a Ordem dos Advogados do Brasil (OAB), como um discurso de ódio.
Genro perguntou: "Por que as pessoas que defendem tanto a família se recusam a defender como família um casal do mesmo sexo?" Em resposta, Fidelix disse: "[...] Pelo que eu vi na vida, dois iguais não fazem filho. E digo mais, digo mais: desculpe, mas aparelho excretor não reproduz. É feio dizer isso. Mas não podemos jamais, gente – eu, que sou pai de família, um avô – deixar que tenhamos esses que aí estão achacando a gente no dia a dia querendo escorar essa minoria a maioria do povo brasileiro [sic]. Como é que pode um pai de família, um avô, ficar aqui escorado porque tem medo de perder voto? Prefiro não ter esses votos, mas ser um pai, um avô, que tem vergonha na cara, que instrua seu filho, que instrua seu neto".
Ao prosseguir, Fidelix fez uma associação entre homossexualidade e pedofilia ao dizer: "Eu vi agora o padre, o santo padre, o papa expurgar – fez muito bem – do Vaticano um pedófilo. Está certo. Nós tratamos a vida toda com a religiosidade para que nossos filhos possam encontrar realmente um bom caminho familiar." Ao encerrar a declaração, disse para que os homossexuais "façam um bom proveito se querem continuar como estão", mas que jamais "estimularia" a união homoafetiva.
Em sua tréplica, Levy Fidelix continuou a discorrer sobre o assunto ao classificar a homossexualidade como algo "contagioso", quando disse: "[...] o Brasil tem 200 milhões de habitantes? Se começarmos a estimular isso aí daqui a pouco vai reduzir pra 100. Vai pra Paulista e anda lá e vê. É feio o negócio, né?" O candidato do PRTB também afirmou que é preciso "ter coragem" e "enfrentar essa minoria". Na conclusão de sua fala, Fidelix ainda categorizou os homossexuais como doentes mentais ao dizer que aqueles que têm "esses problemas" devem ser "atendidos no plano psicológico e afetivo", mas desde que seja "bem longe da gente, bem longe mesmo porque aqui não dá."
Pouco tempo após o fim do debate eleitoral, ao ser questionado por um jornalista do Brasil Post se estaria preocupado que a má repercussão de suas declarações pudesse afetar a sua candidatura, Fidelix respondeu: "Me interessa o voto da família, das pessoas normais." Ao ser questionado novamente no dia posterior, o político afirmou ser "vítima de conspiração" e negou ser homofóbico, mas manteve as declarações e recusou pedir desculpas para a comunidade LGBT por considerar que suas falas não ofenderam ninguém.

#### Reações

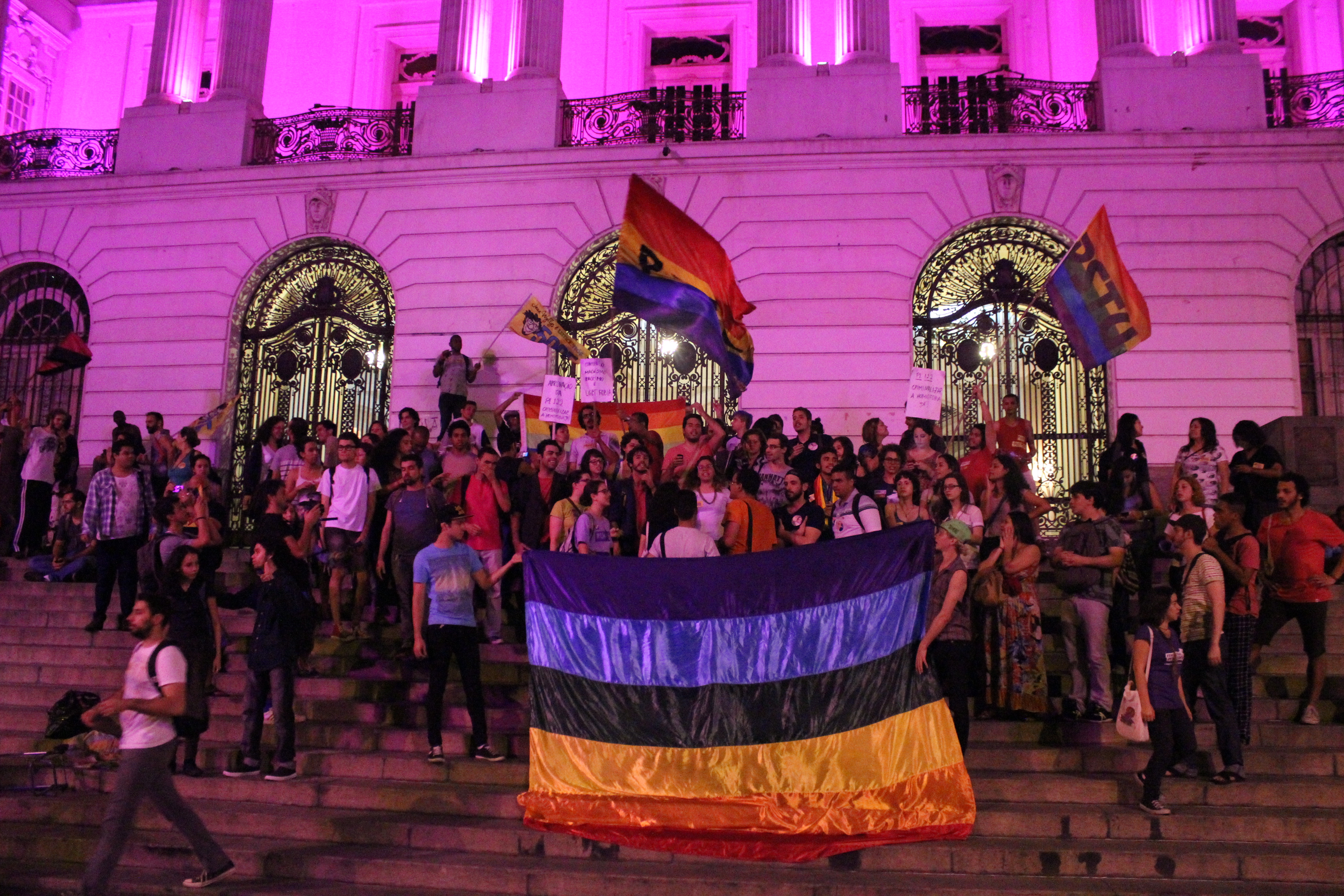
Manifestação antihomofobia de repúdio a Levy Fidelix no centro do Rio de Janeiro.

Devido ao teor das declarações do candidato, houve forte comoção nas redes sociais sobre o assunto, assim como repercussão internacional: o jornal britânico The Guardian criticou, em uma reportagem, as afirmações do candidato sobre os homossexuais durante o debate. Fora da internet, várias organizações sociais e de direitos LGBT, além de partidos políticos, também se manifestaram. A APOGLBT e a ABGLT, a maior rede LGBT da América Latina, afirmaram que pretendiam entrar com uma representação contra as falas do candidato. O PSOL protocolou no Tribunal Superior Eleitoral (TSE) um pedido de exclusão imediata do candidato dos próximos debates entre os presidenciáveis e a aplicação de uma multa por "incitar a violência e a discriminação contra a população LGBT". Outras duas representações foram protocoladas no MPF pelo PV e pela então Secretaria de Direitos Humanos da Presidência da República para solicitar que seja aberto um inquérito contra Fidelix para apurar desrespeito à dignidade humana, incitação ao ódio e discriminação por orientação sexual. A OAB também entrou com uma representação junto ao TSE para solicitar a cassação do registro da candidatura de Fidelix, além de pedir um direito de resposta pelas declarações do candidato. A Secretaria da Justiça e Defesa da Cidadania de São Paulo divulgou uma nota manifestando repúdio às declarações de Fidelix, e pediu abertura de um processo administrativo contra o candidato ao fazer referência à Lei 10.948/01, uma legislação estadual que pune administrativamente a discriminação por orientação sexual.
Apesar das críticas recebidas, Fidelix recebeu o apoio de personalidades assumidamente conservadoras, como o parlamentar Jair Bolsonaro (PP) e o pastor neopentecostal Silas Malafaia. Além disso, o político também obteve um importante aumento de sua popularidade. O número de seguidores de sua página oficial no Facebook, por exemplo, aumentou 1 000% após o debate. No primeiro turno das eleições de 2014, no entanto, Fidelix ficou em 7º lugar entre os 11 candidatos ao cargo de presidente e recebeu o voto de apenas 0,43% do eleitorado brasileiro, apesar desta votação ter sido um recorde em sua carreira política.

#### Multa
Em 13 de março de 2015, o Tribunal de Justiça de São Paulo (TJ-SP) condenou Fidelix, em primeira instância, a pagar 1 milhão de reais de indenização por danos morais a movimentos de pessoas LGBT em decorrência de suas declarações no debate presidencial transmitido em 29 de setembro de 2014. A juíza Flavia Poyares Miranda declarou que Fidelix "ultrapassou os limites da liberdade de expressão, incidindo sim em discurso de ódio, pregando a segregação do grupo LGBT". "Não se nega o direito do candidato em expressar sua opinião, contudo, o mesmo empregou palavras extremamente hostis e infelizes a pessoas que também são seres humanos e merecem todo o respeito da sociedade, devendo ser observado o princípio da igualdade. No que tange aos danos morais, a situação causou inegável aborrecimento e constrangimento a toda população, não havendo justificativa para a postura adotada pelo requerido", completou a magistrada na decisão.
Em 3 de fevereiro de 2017, entretanto, a sentença que aplicou a multa foi suspensa pelo desembargador Natan Zelinschi de Arruda, também do TJ-SP, que afirmou que é preciso "privilegiar liberdade de expressão"; a Defensoria Pública do Estado de São Paulo informou, contudo, que recorreria desta decisão após a publicação do acórdão. Em maio de 2015, a Justiça Eleitoral já havia homologado o arquivamento de uma investigação contra Fidelix, quando o juiz justificou que "no Brasil, por inércia do legislador federal, o Código Penal e o Código Eleitoral não tratam de crimes contra as minorias ou contra coletividades determinadas".
Em 22 de fevereiro de 2017, no entanto, a Secretaria da Justiça e da Defesa da Cidadania de São Paulo aplicou uma nova multa contra Fidelix por "prática de discriminação homofóbica". Ele foi condenado a pagar mais de 25 mil reais por declarações homofóbicas durante um dos debates das eleições de 2014. A multa foi estipulada em 1 000 UFESPs, sendo que o valor de cada UFESP para o período de 1º de janeiro a 31 de dezembro de 2017 era de 25,07 reais. A denúncia de discriminação homofóbica foi formulada pela Coordenação de Política para a Diversidade Sexual do Estado de São Paulo. A defesa de Fidelix entrou com recurso, que ainda não foi julgado.

### Dinheiro da JBS
(Obviamente a descrição de grande parte deste texto em relação a sua posição política foi redigida pelo pessoal de esquerda, leia-se PSOL/PT que claramente defende a causa oposta, em especial a questão homossexual.) Em julho de 2017, os donos do grupo J&F fizeram uma delação premiada em que afirmam que Fidelix, então candidato à Presidência nas eleições de 2014, pediu doações ao alegar que não teria chances de vencer a disputa se o grupo, que estava ajudando seus adversários, não colaborasse com ele também. O nome de Levy aparece em uma planilha de propina entregue aos procuradores da Operação Lava Jato por Ricardo Saud, ex-diretor de Relações Institucionais da J&F.

### Wikipédia
Em um vídeo postado em sua página oficial no Facebook em junho de 2018, Fidelix criticou a Wikipédia por desaprovar o conteúdo presente no verbete sobre a sua biografia. Ele afirmou que a enciclopédia deveria ser "proibida pelas leis nacionais" e que os editores voluntários que contribuem para o projeto são "canalhas, bandidos e fakes". Segundo ele, sua biografia inclui versões "falsas" sobre o processo judicial movido contra ele por discriminação de gênero. "Na segunda (ação), eu ganhei, e a Wikipedia não botou lá". Todavia, a informação que Fidelix alega estar faltando na página está presente no texto do verbete desde o dia 21 de fevereiro de 2017, mesmo mês da publicação da decisão de segunda instância.